# 勞里山 (奧次地)
勞里山（英語：Lowry Massif）是南極洲的山峰，位於奧次地，處於伯德冰川南岸，長6公里，海拔高度約1,800米，以地質學家命名，現時由南極條約體系管理。